# آلفی پاتر
آلفی پاتر (انگلیسی: Alfie Potter؛ زادهٔ ۹ ژانویهٔ ۱۹۸۹) بازیکن فوتبال اهل بریتانیا است.
از باشگاه‌هایی که در آن بازی کرده‌است می‌توان به باشگاه فوتبال پیتربورو یونایتد، باشگاه فوتبال ای‌اف‌سی ویمبلدون، باشگاه فوتبال آکسفورد یونایتد، باشگاه فوتبال هاوانت و واترلوویل، باشگاه فوتبال والتام فورست، باشگاه فوتبال کترینگ تاون، باشگاه فوتبال نورث‌همپتون تاون، و باشگاه فوتبال گرایس اتلتیک اشاره کرد.